# Eilema louisiadensis
Eilema louisiadensis là một loài bướm đêm thuộc phân họ Arctiinae, họ Erebidae.